# Ida Haendel

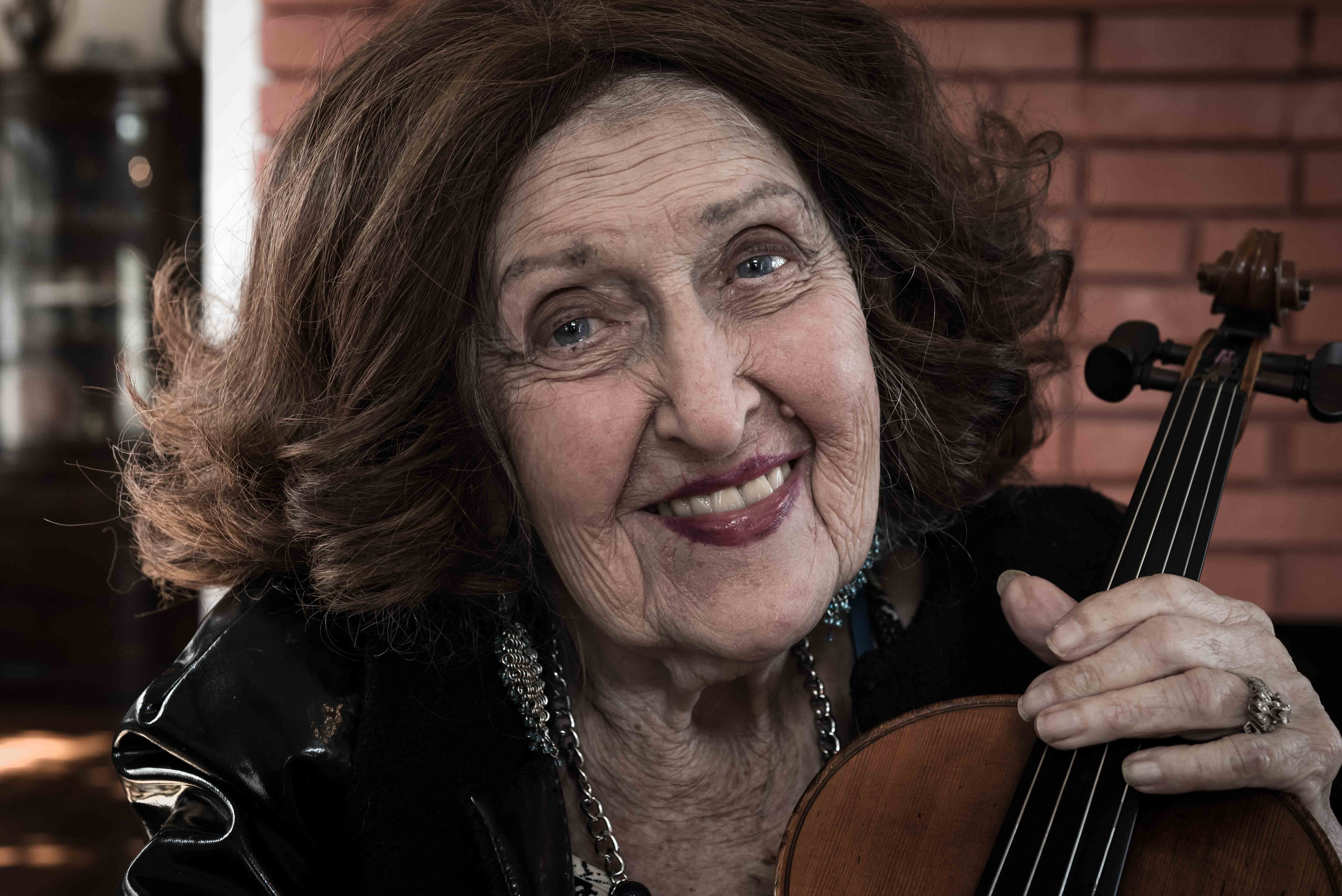
Ida Haendel (2016)

Ida Haendel, CBE (* 15. Dezember 1928 in Chełm/Woiwodschaft Lublin; † 30. Juni 2020 in Miami, nach anderen Quellen 1. Juli 2020 in Pembroke Park, Florida) war eine britische Violinistin polnischer Herkunft. Sie gilt als eine der größten Geigerinnen des 20. Jahrhunderts.

## Leben und Wirken
Ida Haendel wurde 1928 in Chełm im Osten Polens in eine jüdische Familie geboren. Sie begann schon als Dreijährige, sich auf der Violine ihrer Schwester Melodien und Musikstücke selbst beizubringen und erhielt daraufhin Violinunterricht. Vermutlich mit sechs Jahren wurde sie als Schülerin von Mieczysław Michałowicz, einem Schüler von Leopold Auer, an der Musikakademie Warschau aufgenommen. Mit sechs Jahren kam sie im März 1935 als jüngste Teilnehmerin ins Finale des Wieniawski-Wettbewerbs und erreichte den siebten Platz – Ginette Neveu, damals 16, und David Oistrach, damals 27, kamen auf die ersten beiden Plätze. 1935 zog die Familie nach London und sie studierte dort bei Carl Flesch, der von ihrer Begabung so beeindruckt war, dass er ihr kostenlosen Unterricht anbot. Ida Haendel nahm noch Unterricht bei dem Geiger, Pianisten und Komponisten George Enescu in Paris, was Flesch nicht guthieß.
1939 wurde sie britische Staatsbürgerin. Während des Zweiten Weltkrieges trat sie hauptsächlich vor amerikanischen und britischen Truppen auf und spielte in Fabriken. Ihre Weltkarriere begann nach 1945.
In den 1950er Jahren zog sie nach Montreal (Kanada) und später, 1979, nach Miami in die USA. Eine Autobiografie erschien 1970 unter dem Titel Woman with Violin. 1991 erhielt sie den Order of the British Empire.
Der Schwede Allan Pettersson war nach ihren Worten der interessanteste Komponist, der ihr je begegnet war. Sie inspirierte ihn zu seinem 2. Violinkonzert, das er ihr widmete und das sie 1989 erstmals in Deutschland aufführte. Doch auch das klassisch-romantische Repertoire beherrschte sie, und besonders bei Jean Sibelius und Johann Sebastian Bach verfügte sie über „Ernst, vitale Leidenschaft und imponierende Versenkungskraft“. Die deutsche Musik, so wird sie zitiert, sei ihr immer eine Herzensangelegenheit gewesen.
Mit dem rumänischen Dirigenten Sergiu Celibidache verband sie eine lange Freundschaft und künstlerische Zusammenarbeit. Zu ihren Schülern gehörte David Garrett.
Während der längsten Zeit ihrer Karriere spielte sie auf einer im Jahr 1950 erworbenen Stradivari aus dem Jahr 1699. Außerdem spielte sie auf einer Guarneri del Gesù.
2006 trat sie vor Papst Benedikt XVI. in Auschwitz auf.
Ida Haendel starb am 30. Juni 2020 im Alter von 91 Jahren in Miami.